# Taps (Denemarken)
Taps is een plaats in de Deense regio Zuid-Denemarken, gemeente Kolding, en telt 319 inwoners (2007).

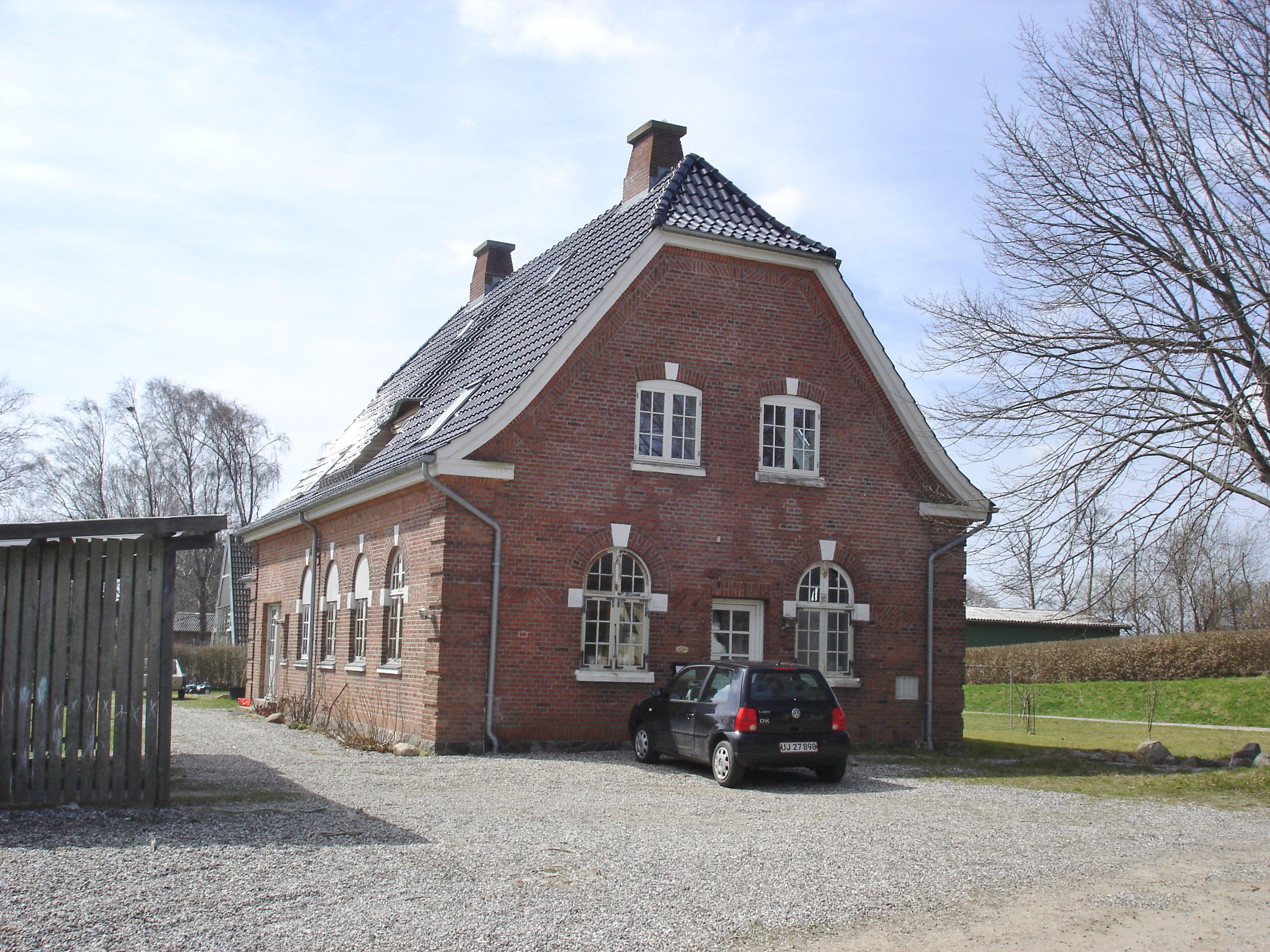
Voormalig station.

Het dorp ligt aan de voormalige spoorlijn Kolding - Vamdrup. Bij de bouw van het station lag het dorp nog vlak bij de grens met Duitsland. Het stationsgebouw was daarom vrij fors voor het dorp, maar dat was om ruimte te hebben voor een douanekantoor. Het gebouw is nog steeds aanwezig, hoewel er sinds 1949 geen treinen meer rijden.